# Leopold Skulski
Leopold Skulski (Zamość, 15 novembre 1878 – Brześć, 1940) è stato un politico polacco, Primo Ministro della Polonia dal 1919 al 1920.
Fu coinvolto nella politica dalla metà degli anni dieci, e ricoprì la carica di Sindaco di Łódź dal 1917 al 1919; divenne deputato al Sejm (il Parlamento) dopo le elezioni parlamentari del 1919, e il 13 dicembre 1919 divenne Primo ministro della Polonia. Il suo governo si dimise il 9 giugno 1920, dopo il fallimento dell'Offensiva di Kiev e il successo della controffensiva bolscevica. Fu anche Ministro degli Affari Interni della Polonia sotto il governo di Wincenty Witos (dal 24 luglio 1920 al 28 giugno 1921) e membro del Tribunale di Stato della Polonia dal 1925. Presidente della Radio Polacca negli anni trenta, non ebbe ruolo attivo in politica nel suo ultimo decennio di vita. Durante l'invasione della Polonia fu arrestato a Pińsk dal NKVD sovietico; poco dopo morì in una prigione del NKVD a Brześć Litewski.